# The Incredible String Band (musikalbum)
The Incredible String Band är den psykedeliska folkrockgruppen The Incredible String Bands debutalbum, utgivet 1966. Det är det enda albumet med gruppens originaluppsättning, bestående av Mike Heron, Clive Palmer och Robin Williamson. Palmer lämnade bandet efter att det spelats in.

## Låtlista
1. "Maybe Someday" (Mike Heron) - 2:18
2. "October Song" (Robin Williamson) - 4:07
3. "When the Music Starts to Play" (Mike Heron) - 2:41
4. "Schaeffer's Jig" (trad.) - 0:57
5. "Womankind" (Robin Williamson) - 3:44
6. "The Tree" (Mike Heron) - 2:55
7. "Whistle Tune" (trad.) - 1:02
8. "Dandelion Blues" (Robin Williamson) - 2:59
9. "How Happy I Am" (Mike Heron) - 2:18
10. "Empty Pocket Blues" (Clive Palmer) - 4:46
11. "Smoke Shovelling Song" (Robin Williamson) - 3:44
12. "Can't Keep Me Here" (Mike Heron) - 2:11
13. "Good as Gone" (Robin Williamson) - 3:30
14. "Footsteps of the Heron" (Mike Heron) - 3:15
15. "Niggertown" (trad.) - 2:08
16. "Everything's Fine Right Now" (Mike Heron) - 2:13